# Расизм в Литве
Расизм в Литве проявляется в основном в форме негативного отношения и действий по отношению к людям, которые не являются этническими литовцами, особенно если иностранец другой расы. По данным Центра этнических исследований, с большим опасением в Литве относятся к цыганам, чеченцам, беженцам и мусульманам. Антипольские настроения также очень сильны в Литве. Однако недавние исследования показали, что сами литовцы заявляют о своей толерантности. Проблема расизма всё ещё не получила широкого признания, хотя само правительство приложило определённые усилия для уменьшения ксенофобии в Литве. С середины 2000-х годов Закон о равных возможностях запрещает любую прямую или косвенную дискриминацию по признаку расового или этнического происхождения, пола, религии, национальности или принадлежности к какой-либо другой группе.
Литва является участником следующих международных документов, направленных на борьбу с расизмом: Дополнительного протокола к Конвенции о киберпреступности (с 2007 года), Рамочной конвенции о защите национальных меньшинств (с 2000 года) и Конвенции о ликвидации всех форм расовой дискриминации (с 1998 года; индивидуальные жалобы на Литву не принимаются).
Приблизительное количество актов ксенофобии в Литве неизвестно, но уровень расизма варьируется в зависимости от региона. По мнению журналистки И. Ларионовайте, Клайпеду следует считать самым расистским городом Литвы, поскольку это единственный город, не подписавший принятую правительством программу для беженцев.
Был один случай, когда человек получил травму из-за своего этнического происхождения. В 2007 году беженец из Сомали Гулайд Абдиазиз Салах, законно проживавший в Клайпеде, был избит после того, как рассказал СМИ о расизме в Литве.